# Тюгина, Людмила Александровна
Людмила Александровна Тюгина (1937—2002) — регулировщица Горьковского телевизионного завода, Герой Социалистического Труда (1974).

## Биография
Родилась 26 марта 1937 года в городе Горький (сейчас это — Нижний Новгород) в семье рабочего.
В 1957 году — окончила Горьковское профессионально-техническое училище № 21 и работала регулировщицей в монтажно-телевизионном цеху Горьковского телевизионного завода имени В. И. Ленина.
Одна из первых десяти регулировщиц, получившая право ставить на свою продукцию штамп «самоконтроль».
Автор многих рационализаторских предложений.
Указом Президиума Верховного Совета СССР от 16 января 1974 года за выдающиеся успехи в выполнении и перевыполнении планов 1973 года и принятых социалистических обязательств Тюгина Людмила Александровна удостоена звания Героя Социалистического Труда с вручением ордена Ленина и золотой медали «Серп и Молот».
Являлась членом Горьковского городского и областного комитетов КПСС, депутатом Горьковского областного Совета народных депутатов с 1969 года.
Делегат XXVI съезда КПСС, а также депутат Верховного Совета РСФСР 9-го созыва (1975—1980).
В 1997 году — вышла на пенсию.
Умерла 26 сентября 2002 года в Нижнем Новгороде. Похоронена на Нагорном кладбище.

## Награды
- Герой Социалистического Труда (1974)
- Орден Ленина (1974)
- Орден «Знак Почёта» (1971)
- медали